# Golovo
Golovo (cyr. Голово) – wieś w Serbii, w okręgu zlatiborskim, w gminie Čajetina. W 2011 roku liczyła 169 mieszkańców.